# Diomea discisigna
Diomea discisigna là một loài bướm đêm trong họ Erebidae.